# 章安街道
章安街道，中国浙江省台州市椒江区下辖的一个街道。

## 辖区
该街道辖有：	建设村、回浦村、华景村、蔡桥村、长汇村、山前村、湖潺村、杨司村、合旗村、古桥村、闸头村、西洋王村、前街村、谢张村、谢杨村、柏树里村、双洋村、湖角村、东西村、花园村、范岙村、下洋孔村、西洋村、梓林村、山门村、马峙村、陈宅村、李宅村、向阳村、九子村、道头金村、下洋村、黄礁村、塘里村、东埭村、山横村、柏加张村、柏加徐村、柏加沙村、柏加王村、